# Зеровілль
«Зеровілль» (англ. Zeroville) — американська драмедія режисера Джеймса Франко, заснована на однойменному романі 2007 року Стіва Еріксона. Головні ролі виконали Франко, Сет Роґен, Джекі Вівер, Меган Фокс, Джеймі Коста, Вілл Ферелл і Денні Макбрайд. Зйомки розпочалися 24 жовтня 2014 року в Лос-Анджелесі. Фільм вийшов 20 вересня 2019 року в США, в Україні — 24 жовтня 2019 року.

## У ролях
| Актор             | Роль                 |
| ----------------- | -------------------- |
| Джеймс Франко     | Вікар                |
| Меган Фокс        | Соледад Паладін      |
| Сет Роґен         | Вікінг               |
| Джекі Вівер       | Дотті                |
| Вілл Ферелл       | Ронделл              |
| Денні Макбрайд    | Фінансист            |
| Дейв Франко       | Монтгомері Кліфт     |
| Томас Єн Ніколас  | Мартін Скорсезе      |
| Крейг Робінсон    | грабіжник            |
| Джої Кінг         | Зазі                 |
| Тім Блейк Нельсон | професор Кон         |
| Оратіо Санс       | Френсіс Форд Коппола |
| Скотт Гейз        | Чарлз Менсон         |
| Стюарт Стросс     | Денніс Гоппер        |
| Таїла Аяла        | Марія                |

## Виробництво
У березні 2011 року роман Стіва Еріксона був обраний актором Джеймсом Франко для кіноекранізації. 24 жовтня 2014 року був оголошений акторський склад: Сет Роґен, Джекі Вівер, Меган Фокс, Вілл Ферелл, Джеймі Коста, Денні Макбрайд, Дейв Франко, Крейг Робінсон, Джої Кінг та Оратіо Санс.

### Зйомки
Основні зйомки фільму розпочалися 24 жовтня 2014 року в Лос-Анджелесі, Каліфорнія. Зйомки також проходили в Пасадені в листопаді.

## Випуск
20 січня 2015 року Джеймс Франко розмістив перший трейлер до свого фільму в Instagram. 12 вересня 2015 року було оголошено, що Alchemy придбала права на розповсюдження фільму у США. Однак компанія подала заявку про банкрутство, залишивши фільм без дистриб'ютора. У квітні 2019 року було оголошено, що myCinema придбала права на розповсюдження фільму, встановивши дату релізу вересень 2019 року.